# كاميراتا نوفا
كاميراتا نوفا هي بلدة تقع في العاصمة روما في إيطاليا .

## السكان
في سنة 1871 بلغ عدد السكان 770 نسمة، وتطور العدد ليصل في سنة 2011 لـ 460 نسمة.
يظهر هذا المخطط البياني تطور النمو السكاني لـ كاميراتا نوفا